# Louna Ladevant
Pas d'image ? Cliquez ici
Louna Ladevant, né en 2000, est un grimpeur français, spécialisé en escalade sur glace dont il est triple champion d'Europe, champion du monde et vainqueur de la coupe du monde de l'épreuve de difficulté.
Il forme le duo des "frères Ladevant" avec son frère Tristan Ladevant, grimpeur spécialisé en escalade sur glace.

## Biographie

### Enfance
Louna Ladevant a grandi dans la vallée de Barcelonnette où il découvre l'escalade lors d'une journée découverte à l'âge de 10 ans. Il déménage à Grenoble pour suivre des études de musique actuelle au conservatoire, et devient membre du club Drac Vercors Escalade,,.  

### Carrière sportive en escalade sur glace
En 2015, Louna Ladevant et son frère Tristan Ladevant décident de se consacrer pleinement à l'escalade sur glace en compétition. Ils commencent à se professionnaliser en 2017, réunissant plusieurs partenaires qui leur permettent, à partir de 2020, de vivre de leur sport. Ils sont rattachés au club de La Plagne. 

#### 2016-2017: Espoir de la discipline (double champion du monde junior)
Après une première participation aux championnats du monde junior en 2016, qu'il termine à la 5eplace en difficulté catégorie U19, Louna Ladevant prend part aux principales compétitions du circuit mondial à partir de la saison 2016/2017. Il s'illustre comme un grimpeur d'avenir en remportant en 2017 et 2018, le championnat du monde junior de difficulté en catégorie U19.

#### 2018-2019: Leader continental (double vainqueur de la coupe d'Europe)
À partir de la saison 2017/2018, la mise en place d'un circuit européen lui permet de remporter ses premières victoires en sénior. Vainqueur, en 2018 et 2019, de la coupe d'Europe de difficulté, en gagnant toutes les étapes auxquelles il participe, Louna Ladevant s'affirme comme le leader continental de la discipline. 
En février 2019, il termine troisième de l'épreuve de difficulté de Champagny-en-Vanoise, ce qui constitue son premier podium en Coupe du monde.
Lors de la finale du championnat du monde junior en 2019, il chute et prend la seconde place de difficulté en catégorie U22.

#### Depuis 2020: Leader mondial (double vainqueur de la coupe du monde, champion du monde et d'Europe)
En 2020, lors de la coupe du monde, il remporte l'étape de Changchun en Chine, finit 13e de l'étape de Cheongsong en Corée du Sud et enfin remporte l'étape finale de Saas-Fee en Suisse en étant le seul à compléter la voie en finale. Ces performances lui permettent de remporter le classement général de la coupe du monde d'escalade sur glace. Avec 226 points, il termine devant le russe Nikolai Kuzovlev (197 points) et le sud-coréen Kwon Younghye (161 points). Il est le premier français à être titré dans ce sport traditionnellement dominé par les grimpeurs russes et coréens,,.
Lors des championnats d'Europe d'escalade sur glace 2021 à La Plagne en France, l'épreuve se déroule sur la tour de glace de Champagny-en-Vanoise, le lieu d'entrainement de l'équipe de France. Louna Ladevant prend la première place de l'épreuve de difficulté, devant Nikolai Kuzovlev et son frère Tristan Ladevant médaillé de bronze.
Lors des mondiaux 2022 à Saas-Fee en Suisse, l'épreuve se tient dans l'ICE Dome une structure artificielle installée dans un parking de dix étages. Louna Ladevant assoie sa suprématie sur la discipline en étant le seul a compléter les voies de demi-finale et de finale. Il est sacré champion du monde de difficulté, devant le suisse Benjamin Bosshard et son frère Tristan Ladevant médaillé de bronze, et conquiert le seul titre qui manquait à son palmarès,,,.
Après un début de saison 2023 difficile, marqué par une 5e place à Cheongsong en Corée du Sud due à la perte de ses bagages et à un piolet cassé en finale, il remporte coup sur coup les épreuves de La Plagne en France, devenant champion d'Europe pour la 3e fois par la même occasion, puis de Saas-Fee en Suisse. Il inscrit ainsi pour la seconde fois son nom au palmarès de la coupe du monde de difficulté en devançant le sud-coréen Park Hee-yong et le suisse Benjamin Bosshard,.
Lors de la saison 2023/2024, il remporte l'étape du Continental Open à La Plagne en France devant son frère. Il ne défend pas son titre acquis sur la coupe du monde en ne participant qu'à l'épreuve de Saas-Fee en Suisse où une chute rapide en finale ne lui permet pas d'accrocher mieux qu'une 8e place.

### Autres performances sportives en escalade et alpinisme
En août 2018, avec son frère Tristan Ladevant et Hugo Maquair, il ouvre la voie « Tutto bene » permettant l’ascension du mont Djigit (5179 m) au Kirghizistan (TD+, 1000m, WI4+).
En septembre 2019, avec Baptiste Dherbilly il réalise le premier enchainement en libre de « l’ogre qui chante », une 8b+ de 260 mètres situées aux Dents de Lanfons. 
En juin 2021, après un an et demi d'essai, Louna Ladevant complète sa première voie d'escalade de niveau 9a, avec "Sang Neuf" sur le site de Pierrot Beach à Choranche. Le même jour son frère Tristan Ladevant réalise également sa meilleure performance en escalade en complétant la 8c "Smoke",.
Le 13 octobre 2023, Louna Ladevant réalise la 4e répétition de WoGü, une grande voie de 350m située dans le Rätikon, en Suisse découpée en 9 longueurs, classées 8c au maximum. Libérée en 2001 par Adam Ondra, cette grande voie est réputée comme l'une des plus dures d'Europe, notamment du fait de ses points d'assurage très espacés. Marquée par plusieurs chutes et terminée de nuit, l'ascension de Louna Ladevant a durée 11 heures,. 

## Palmarès
| Saison    | Compétitions                | Lieu                                 | Date           | Catégorie | Résultats     | Résultats  |
| Saison    | Compétitions                | Lieu                                 | Date           | Catégorie | en difficulté | en vitesse |
| --------- | --------------------------- | ------------------------------------ | -------------- | --------- | ------------- | ---------- |
| 2015/2016 | Championnat du monde junior | Rabenstein, Moso in Passiria, Italie | 7 février 2016 | U19       | 5e            |            |
| 2016/2017 | Championnat du monde junior | Champagny-en-Vanoise, France         | 5 février 2017 | U19       | 1er           | -          |
| 2017/2018 | Championnat du monde junior | Malbun, Liechtenstein                | 7 janvier 2018 | U19       | 1er           | 6e         |
| 2018/2019 | Championnat du monde junior | Oulu, Finlande                       | 2 mars 2019    | U22       | 2e            | 6e         |
| 2019/2020 | Championnat du monde junior | Kirov, Russie                        | 8 mars 2020    | U21       | 4e            | -          |

| Saison    | Compétitions         | Compétitions         | Lieu                         | Date            | Résultats     | Résultats  |
| Saison    | Compétitions         | Compétitions         | Lieu                         | Date            | en difficulté | en vitesse |
| --------- | -------------------- | -------------------- | ---------------------------- | --------------- | ------------- | ---------- |
| 2016/2017 | Championnat du monde | Championnat du monde | Champagny-en-Vanoise, France | 5 février 2017  | 10e           | -          |
| 2016/2017 | Coupe du monde       | Classement général   |                              |                 | 20e           | 41e        |
| 2017/2018 | Coupe du monde       | Classement général   |                              |                 | 12e           | 14e        |
| 2017/2018 | Championnat d'Europe | Championnat d'Europe | Kirov, Russie                | 4 mars 2018     | 5e            | 21e        |
| 2017/2018 | Coupe d'Europe       | Classement général   |                              |                 | 1er           | 15e        |
| 2018/2019 | Championnat du monde | Championnat du monde | Kirov, Russie                | 8 mars 2019     | 7e            | -          |
| 2018/2019 | Coupe du monde       | Classement général   |                              |                 | 11e           | 19e        |
| 2018/2019 | Coupe d'Europe       | Classement général   |                              |                 | 1er           |            |
| 2019/2020 | Coupe du monde       | Classement général   |                              |                 | 1er           | -          |
| 2019/2020 | Championnat d'Europe | Championnat d'Europe | Saas-Fee, Suisse             | 25 janvier 2020 | 1er           | -          |
| 2019/2020 | Coupe d'Europe       | Classement général   |                              |                 | 4e            |            |
| 2020/2021 | Championnat d'Europe | Championnat d'Europe | Champagny-en-Vanoise, France | 24 janvier 2021 | 1er           | -          |
| 2021/2022 | Championnat du monde | Championnat du monde | Saas-Fee, Suisse             | 29 janvier 2022 | 1er           | -          |
| 2021/2022 | Coupe d'Europe       | Classement général   |                              |                 | 13e           |            |
| 2022/2023 | Championnat d'Europe | Championnat d'Europe | Champagny-en-Vanoise, France | 23 janvier 2023 | 1er           | -          |
| 2022/2023 | Coupe du monde       | Classement général   |                              |                 | 1er           | -          |
| 2023/2024 | Coupe du monde       | Classement général   |                              |                 | 23e           | -          |
| 2023/2024 | Coupe d'Europe       | Classement général   |                              |                 | 18e           | -          |

### Résultats détaillés en Coupe du monde
| Résultats détaillés en Coupe du monde | Résultats détaillés en Coupe du monde | Résultats détaillés en Coupe du monde | Résultats détaillés en Coupe du monde | Résultats détaillés en Coupe du monde | Résultats détaillés en Coupe du monde | Résultats détaillés en Coupe du monde | Résultats détaillés en Coupe du monde | Résultats détaillés en Coupe du monde | Résultats détaillés en Coupe du monde | Résultats détaillés en Coupe du monde | Résultats détaillés en Coupe du monde | Résultats détaillés en Coupe du monde | Résultats détaillés en Coupe du monde | Résultats détaillés en Coupe du monde | Résultats détaillés en Coupe du monde | Résultats détaillés en Coupe du monde | Résultats détaillés en Coupe du monde | Résultats détaillés en Coupe du monde |
| Saison                                | 1                                     | 2                                     | 3                                     | 4                                     | 5                                     | 6                                     | 7                                     | 8                                     | 9                                     | 10                                    | 11                                    | 12                                    | Difficulté                            | Difficulté                            | Difficulté                            | Vitesse                               | Vitesse                               | Vitesse                               |
| Saison                                | 1                                     | 2                                     | 3                                     | 4                                     | 5                                     | 6                                     | 7                                     | 8                                     | 9                                     | 10                                    | 11                                    | 12                                    | Epreuves                              | Points                                | Classement                            | Epreuves                              | Points                                | Classement                            |
| ------------------------------------- | ------------------------------------- | ------------------------------------- | ------------------------------------- | ------------------------------------- | ------------------------------------- | ------------------------------------- | ------------------------------------- | ------------------------------------- | ------------------------------------- | ------------------------------------- | ------------------------------------- | ------------------------------------- | ------------------------------------- | ------------------------------------- | ------------------------------------- | ------------------------------------- | ------------------------------------- | ------------------------------------- |
| 2016-2017                             |                                       |                                       |                                       |                                       |                                       |                                       |                                       |                                       |                                       |                                       |                                       |                                       | 3 / 5                                 | 52                                    | 20e                                   | 2 / 4                                 | 11                                    | 41e                                   |
| 2016-2017                             | DIFF -                                | DIFF 11e                              | VIT 22e                               | DIFF 22e                              | VIT 22e                               | DIFF 20e                              | VIT -                                 | DIFF -                                | VIT -                                 |                                       |                                       |                                       | 3 / 5                                 | 52                                    | 20e                                   | 2 / 4                                 | 11                                    | 41e                                   |
| 2017-2018                             |                                       |                                       |                                       |                                       |                                       |                                       |                                       |                                       | [ 20 ]                                | [ 20 ]                                |                                       |                                       | 4 / 5                                 | 117                                   | 12e                                   | 4 / 5                                 | 75                                    | 14e                                   |
| 2017-2018                             | DIFF 19e                              | VIT 19e                               | DIFF 13e                              | VIT 12e                               | DIFF -                                | VIT -                                 | DIFF 8e                               | VIT 11e                               | DIFF 9e                               | VIT 29e                               |                                       |                                       | 4 / 5                                 | 117                                   | 12e                                   | 4 / 5                                 | 75                                    | 14e                                   |
| 2018-2019                             |                                       |                                       |                                       |                                       |                                       |                                       |                                       |                                       |                                       |                                       |                                       |                                       | 3 / 6                                 | 132                                   | 11e                                   | 2 / 6                                 | 74                                    | 19e                                   |
| 2018-2019                             | DIFF -                                | VIT -                                 | DIFF -                                | VIT -                                 | DIFF 20e                              | VIT 11e                               | DIFF 4e                               | VIT 7e                                | DIFF 3e                               | VIT -                                 | DIFF -                                | VIT -                                 | 3 / 6                                 | 132                                   | 11e                                   | 2 / 6                                 | 74                                    | 19e                                   |
| 2019-2020                             |                                       |                                       |                                       |                                       |                                       |                                       | [ 21 ]                                | [ 21 ]                                |                                       |                                       |                                       |                                       | 3 / 3                                 | 226                                   | 1er                                   | 0 / 3                                 | -                                     | -                                     |
| 2019-2020                             | Annulée                               | Annulée                               | DIFF 1er                              | VIT -                                 | DIFF 13e                              | VIT -                                 | DIFF 1er                              | VIT -                                 |                                       |                                       |                                       |                                       | 3 / 3                                 | 226                                   | 1er                                   | 0 / 3                                 | -                                     | -                                     |
| 2020-2021                             |                                       |                                       |                                       |                                       |                                       |                                       |                                       |                                       |                                       |                                       |                                       |                                       |                                       |                                       |                                       |                                       |                                       |                                       |
| DIFF -                                | VIT -                                 |                                       |                                       |                                       |                                       |                                       |                                       |                                       |                                       |                                       |                                       |                                       |                                       |                                       |                                       |                                       |                                       |                                       |
| 2021-2022                             |                                       |                                       |                                       |                                       |                                       |                                       |                                       |                                       |                                       |                                       |                                       |                                       |                                       |                                       |                                       |                                       |                                       |                                       |
| Annulée                               |                                       |                                       |                                       |                                       |                                       |                                       |                                       |                                       |                                       |                                       |                                       |                                       |                                       |                                       |                                       |                                       |                                       |                                       |
| 2022-2023                             |                                       |                                       | [ 24 ]                                | [ 24 ]                                |                                       |                                       |                                       |                                       |                                       |                                       |                                       |                                       | 3 / 3                                 | 251                                   | 1er                                   | 0 / 3                                 | -                                     | -                                     |
| 2022-2023                             | DIFF 5e                               | VIT -                                 | DIFF 1er                              | VIT -                                 | DIFF 1er                              | VIT -                                 |                                       |                                       |                                       |                                       |                                       |                                       | 3 / 3                                 | 251                                   | 1er                                   | 0 / 3                                 | -                                     | -                                     |
| 2023-2024                             |                                       |                                       |                                       |                                       | [ 25 ]                                | [ 25 ]                                |                                       |                                       |                                       |                                       |                                       |                                       | 1 / 3                                 | 40                                    | 23e                                   | 0 / 3                                 | -                                     | -                                     |
| 2023-2024                             | DIFF -                                | VIT -                                 | DIFF 8e                               | VIT -                                 | DIFF -                                | VIT -                                 |                                       |                                       |                                       |                                       |                                       |                                       | 1 / 3                                 | 40                                    | 23e                                   | 0 / 3                                 | -                                     | -                                     |

### Résultats détaillés en Coupe d'Europe
| Résultats détaillés en Coupe d'Europe | Résultats détaillés en Coupe d'Europe | Résultats détaillés en Coupe d'Europe | Résultats détaillés en Coupe d'Europe | Résultats détaillés en Coupe d'Europe | Résultats détaillés en Coupe d'Europe | Résultats détaillés en Coupe d'Europe | Résultats détaillés en Coupe d'Europe | Résultats détaillés en Coupe d'Europe | Résultats détaillés en Coupe d'Europe | Résultats détaillés en Coupe d'Europe | Résultats détaillés en Coupe d'Europe | Résultats détaillés en Coupe d'Europe | Résultats détaillés en Coupe d'Europe |
| Saison                                | 1                                     | 2                                     | 3                                     | 4                                     | 5                                     | 6                                     | 7                                     | Difficulté                            | Difficulté                            | Difficulté                            | Vitesse                               | Vitesse                               | Vitesse                               |
| Saison                                | 1                                     | 2                                     | 3                                     | 4                                     | 5                                     | 6                                     | 7                                     | Epreuves                              | Points                                | Classement                            | Epreuves                              | Points                                | Classement                            |
| ------------------------------------- | ------------------------------------- | ------------------------------------- | ------------------------------------- | ------------------------------------- | ------------------------------------- | ------------------------------------- | ------------------------------------- | ------------------------------------- | ------------------------------------- | ------------------------------------- | ------------------------------------- | ------------------------------------- | ------------------------------------- |
| 2017-2018                             |                                       |                                       |                                       |                                       |                                       |                                       |                                       | 3 / 4                                 | 300                                   | 1er                                   | 1 / 2                                 | 40                                    | 15e                                   |
| 2017-2018                             | DIFF 1er                              | DIFF 1er                              | DIFF 1er                              | VIT 8e                                | DIFF -                                | VIT -                                 |                                       | 3 / 4                                 | 300                                   | 1er                                   | 1 / 2                                 | 40                                    | 15e                                   |
| 2018-2019                             |                                       |                                       |                                       |                                       |                                       |                                       |                                       | 2 / 4                                 | 200                                   | 1er                                   |                                       |                                       |                                       |
| 2018-2019                             | DIFF 1er                              | DIFF -                                | DIFF -                                | DIFF 1er                              |                                       |                                       |                                       | 2 / 4                                 | 200                                   | 1er                                   |                                       |                                       |                                       |
| 2019-2020                             |                                       |                                       |                                       |                                       |                                       |                                       |                                       | 1 / 4                                 | 100                                   | 4e                                    |                                       |                                       |                                       |
| 2019-2020                             | DIFF 1er                              | DIFF -                                | DIFF -                                | DIFF -                                |                                       |                                       |                                       | 1 / 4                                 | 100                                   | 4e                                    |                                       |                                       |                                       |
| 2020-2021                             |                                       |                                       | Drapeau des Pays-Bas                  |                                       |                                       |                                       |                                       | 0 / 3                                 | -                                     | -                                     |                                       |                                       |                                       |
| 2020-2021                             | Annulé                                | DIFF -                                | Annulé                                | DIFF -                                | DIFF -                                |                                       |                                       | 0 / 3                                 | -                                     | -                                     |                                       |                                       |                                       |
| 2021-2022                             |                                       |                                       |                                       | Drapeau des Pays-Bas                  | Drapeau du Liechtenstein              |                                       |                                       | 1 / 6                                 | 100                                   | 13e                                   |                                       |                                       |                                       |
| 2021-2022                             | DIFF -                                | DIFF -                                | DIFF -                                | DIFF -                                | DIFF 1er                              | DIFF -                                |                                       | 1 / 6                                 | 100                                   | 13e                                   |                                       |                                       |                                       |
| 2022-2023                             |                                       |                                       | Drapeau de l'Écosse                   |                                       |                                       |                                       |                                       | 0 / 4                                 | -                                     | -                                     |                                       |                                       |                                       |
| 2022-2023                             | DIFF -                                | DIFF -                                | DIFF -                                | DIFF -                                |                                       |                                       |                                       | 0 / 4                                 | -                                     | -                                     |                                       |                                       |                                       |
| 2023-2024                             |                                       |                                       | Drapeau des Pays-Bas                  |                                       |                                       |                                       |                                       | 1 / 7                                 | 100                                   | 18e                                   |                                       |                                       |                                       |
| 2023-2024                             | DIFF -                                | DIFF -                                | DIFF -                                | DIFF -                                | DIFF 1er                              | DIFF -                                | DIFF -                                | 1 / 7                                 | 100                                   | 18e                                   |                                       |                                       |                                       |